# 松峴駅
座標: 北緯35度49分8.4秒 東経128度32分15.7秒 / 北緯35.819000度 東経128.537694度
松峴駅（ソンヒョンえき）は、大韓民国大邱広域市達西区にある大邱交通公社1号線の駅である。駅番号は122。

## 駅構造
相対式ホーム2面2線の地下駅。
のりば
| ●1号線 | 月村・舌化椧谷方面                     |
| ●1号線 | 西部停留場・大邱駅・東大邱駅・安心方面 |

## 駅周辺
- 大邱第一病院
- 大邱銀行松峴駅支店

## 歴史
- 1997年11月26日 - 開業。

## 隣の駅
大邱交通公社
●1号線
月村駅（121） - 松峴駅（122） - 西部停留場駅（123）